# Liste türkischer Musiker
In diese Liste türkischer Musiker sollen die türkischstämmigen oder türkisch singenden Interpreten und Gruppen aufgenommen werden, die bereits einen Artikel in der deutsch- oder einer anderssprachigen Wikipedia besitzen.

## Neue Musikrichtungen

### Türkische Arabeske Musik(Arabesk)
- Adnan Şenses
- Alişan
- Azer Bülbül
- Berdan Mardini
- Bergen
- Cengiz Kurtoğlu
- Ebru Gündeş
- Emrah
- Ferdi Tayfur
- Gülden Karaböcek
- Güllü
- Hakan Altun
- Hakkı Bulut
- İbrahim Erkal
- İbrahim Tatlıses
- Kibariye
- Linet
- Mahsun Kırmızıgül
- Müslüm Gürses
- Neşe Karaböcek
- Orhan Gencebay
- Orhan Ölmez
- Özcan Deniz
- Sibel Can
- Sinan Özen
- Ümit Besen

### Politische Musik(Özgün Müzik)
- Ahmet Kaya
- Bandista
- Edip Akbayram
- Fuat Saka
- Ferhat Tunç
- Grup Munzur
- Grup Yorum
- Hilmi Yarayıcı
- İlkay Akkaya
- Kardeş Türküler
- Kızılırmak
- Nevzat Karakış
- Nilüfer Akbal
- Ruhi Su
- Selda Bağcan
- Tuncay Akdoğan
- Zülfü Livaneli

### Rap
- Alizade
- Anıl Piyancı
- Ayben
- Aziza A.
- Azra
- Batuflex
- Bektas
- Ben Fero
- Beta Berk Bayındır
- Blok3
- Boulevard Bou
- Burak King
- Cakal
- Canbay & Wolker
- Cartel
- Ceg
- Ceza
- Contra
- Defkhan
- Dr. Fuchs
- Eko Fresh
- Erci E.
- Eypio
- Ezhel
- Fuat
- Gazapizm
- Güneş
- Heijan
- Heja
- Islamic Force
- Karakan
- Killa Hakan
- Khontkar
- Kolera
- Lil Zey
- Lvbel C5
- Makale
- Massaka
- Mero
- Microphone Mafia
- Motive
- Murda
- No. 1
- Norm Ender
- Ozbi
- Patron
- Pit 10 bzw. Server Uraz
- Reckol
- Sagopa Kajmer
- Şanışer
- Sefo
- Şehinşah
- Sultana
- Sultan Tunc
- Tachiles
- Tepki
- Uzi
- Volkan T.

### Elektronische Musikbzw.Musikproduzenten
- Alper Atakan
- Altan Çetin
- Bülent Aris
- Burak Yeter
- Can Atilla
- Can Oral
- Cem Oral
- Deeperise
- Deniz Koyu
- DJ Ipek
- DJ Mahmut & Murat G.
- DJ Sakin
- DJ Quicksilver
- Emirhan Cengiz
- Emrah Karaduman
- Erdem Kınay
- Erdem Tunakan
- Erhan Bayrak
- Erol Alkan
- Gadjo
- Gülbahar Kültür
- Hüseyin Karadayı
- Ilkay Sencan
- Len Faki
- Mahmut Orhan
- Mercan Dede Ensemble
- Mousse T.
- Mustafa Ceceli
- Onur Özer
- Ozan Bayraşa
- Ozan Doğulu
- Ozan Çolakoğlu
- Sir Colin
- Suat Aydoğan
- Tolga Flim Flam Balkan
- Tolga Tüzün
- Ummet Ozcan
- Volga Tamöz
- Yasin Keleş

### Popmusik
- Ajda Pekkan
- Aleyna Tilki
- Aşkın Nur Yengi
- Asuman Krause
- Asya
- Ata Demirer
- Atiye Deniz
- Aydilge Sarp
- Aydın Kurtoğlu
- Ayla Algan
- Ayla Çelik
- Ayla Dikmen
- Aynur Aydın
- Ayşe Hatun Önal
- Ayşegül Aldinç
- Ayten Alpman
- Babutsa
- Bahadır Tatlıöz
- Bedük
- Bendeniz
- Bengü
- Bergüzar Korel
- Berkay
- Berksan
- Beş Yıl Önce, On Yıl Sonra
- Betül Demir
- Bilal Sonses
- Bora Öztoprak
- Burak Bulut & Kurtuluş Kuş
- Burak Kut
- Buray
- Burcu Güneş
- Çağatay Akman
- Can Bonomo
- CanKan
- Candan Erçetin
- Çelik
- Çetin Alp
- Cem Belevi
- Dario Moreno
- Davut Güloğlu
- Demet Akalın
- Demet Sağıroğlu
- Deniz Seki
- Derya Bedavacı
- Derya Uluğ
- Didem Kınalı
- Doğuş
- 4 Yüz
- Ebru Destan
- Ebru Polat
- Ebru Yaşar
- Ece Seçkin
- Edis
- Ege
- Ekin Uzunlar
- Elif Turan
- Emel Müftüoğlu
- Emina
- Emir
- Emre Altuğ
- Emre Kaya
- Enes Batur
- Erol Büyükburç
- Erol Evgin
- Ersay Üner
- Esmeray
- Farah Zeynep Abdullah
- Fatih Erkoç
- Fatih Ürek
- Ferda Anıl Yarkın
- Ferhat Göçer
- Feride Hilal Akın
- Ferman Akgül
- Fettah Can
- Funda Arar
- Funda Kılıç
- Füsun Önal
- Garo Mafyan
- Genco Arı
- Gökhan Keser
- Gökhan Kırdar
- Gökhan Özen
- Gökhan Tepe
- Gökhan Türkmen
- Gökçe
- Göksel
- Grup Hepsi
- Grup Vitamin
- Gülben Ergen
- Gülçin Ergül
- Gülden
- Güliz Ayla
- Gülşen
- Hadise
- Hakan Peker
- Hande Ünsal
- Hande Yener
- Harun Kolçak
- Hatice
- Hilal Cebeci
- Hülya Avşar
- İdo Tatlıses
- İlyas Yalçıntaş
- İrem Derici
- Irmak Arıcı
- Işın Karaca
- İskender Paydaş
- İsmail YK
- İzel
- Jakuzi
- Kayahan Açar
- Kenan Doğulu
- Kerem Yılmazer
- Kerim Tekin
- Koray Avcı
- Kutsi
- Lara
- Levent Yüksel
- Mabel Matiz
- Mansur Ark
- Manuş Baba
- Marc Aryan
- Maria Rita Epik
- Mehmet Badan
- Mehmet Erdem
- Melek Mosso
- Melike Demirağ
- Melike Şahin
- Mert Demir
- Merve Özbey
- Metin Arolat
- Mirkelam
- Modern Folk Üçlüsü
- Muhabbet
- Murat Boz
- Murat Dalkılıç
- Mustafa Ceceli
- Mustafa Sandal
- Nadide Sultan
- Nahide Babashli
- Nâlân
- Nazan Öncel
- Neco
- Nigar Muharrem
- Nil Burak
- Nilüfer
- Nil Karaibrahimgil
- Niran Ünsal
- Nükhet Duru
- Oğuzhan Koç
- Onno Tunç
- Onurr
- Öykü Gürman
- Özgün
- Petek Dinçöz
- Pınar Aylin
- Rafet el Roman
- Reyhan Karaca
- Reynmen
- Rober Hatemo
- Safiya
- Sakiler
- Sancak
- Seda Sayan
- Seden Gürel
- Sefarad
- Şehrazat
- Semicenk
- Semiha Yankı
- Semiramis Pekkan
- Serdar Ortaç
- Serhat
- Sertab Erener
- Seyyal Taner
- Sezen Aksu
- Sibel Alaş
- Sibel Tüzün
- Sıla Gençoğlu
- Simge
- Sinan Akçıl
- Soner Arıca
- Soner Sarıkabadayı
- Suat Suna
- Sura İskenderli
- Sürpriz
- Tan Taşçı
- Tanju Okan
- Tarkan
- Tolga Karel
- Toygar Işıklı
- Tülay Özer
- Tuğba Ekinci
- Tuğba Özerk
- Tuğba Yurt
- Tuğçe Kandemir
- Ümit Sayın
- Yalın
- Yaşar
- Yaşar İpek
- Yeşim Salkım
- Yıldız Kaplan
- Yıldız Tilbe
- Yıldız Usmonova
- Yonca Evcimik
- Yonca Lodi
- Yusuf Güney
- Zafer Peker
- Zerrin Özer
- Zeynep Bastık
- Zeynep Casalini
- Zeynep Dizdar
- Ziynet Sali
- Zuhal Olcay

### Türkische Anatolische Rockmusik(Anadolu Rock)
- Altın Gün
- Barış Manço
- Cahit Berkay
- Cem Karaca
- Derdiyoklar
- Erkin Koray
- Gültekin Kaan
- Haluk Levent
- Kıraç
- Kurtalan Ekspres
- Moğollar
- Murat Ses
- Tülay German

### Folk
- Birol Topaloğlu
- Bülent Ortaçgil
- Düş Sokağı Sakinleri
- Erkan Oğur

### RockmusikundAlternative Rock
- Adamlar
- Ari Barokas
- Aslı Gökyokuş
- Athena
- Aylin Aslım
- Ayna
- Badem
- Barış Akarsu
- Bulutsuzluk Özlemi
- Büyük Ev Ablukada
- Can Gox
- Ceylan Ertem
- Cihan Mürtezaoğlu
- Dedublüman
- Demir Demirkan
- Deniz Tekin
- Direc-T
- Dolu Kadehi Ters Tut
- Ductape
- Duman
- Emre Aydın
- Fatma Turgut
- Feridun Düzağaç
- Fikret Kızılok
- Fuat Güner
- Furkan Kızılay
- Gaye Su Akyol
- Gece
- Gripin
- Halil Sezai
- Hayko Cepkin
- Kaan Boşnak
- Kalben
- Kargo
- Kobra
- Kolpa
- Kurban
- Limanja
- Madrigal
- maNga
- Mavi Gri
- Mazhar Alanson
- MFÖ
- Model
- Mor ve Ötesi
- Murat Göğebakan
- Murat Kekilli
- Murat Ses
- Ogün Sanlısoy
- Özkan Uğur
- Özlem Tekin
- Pamela Spence
- Pera
- Pilli Bebek
- Pinhâni
- Rashit
- Redd
- Şebnem Ferah
- Seksendört
- She Past Away
- Son Feci Bisiklet
- Teoman
- The Away Days
- The Trial
- TNK
- Tuğkan
- Tuna Kiremitçi
- Umay Umay
- Ünlü
- Vega
- Yağmur Sarıgül
- Yaşar Kurt
- Yasemin Mori
- Yaşlı Amca
- Yavuz Çetin
- Yüksek Sadakat
- Yüzyüzeyken Konuşuruz
- Zakkum

### Jazz
- Anıl Bilgen
- Arto Tunçboyacıyan
- Atilla Engin
- Aydın Esen
- Ayşe Tütüncü
- Ayten Alpman
- Bülent Ateş
- Burak Bedikyan
- Burhan Öçal
- Çağlayan Yıldız
- Can Kozlu
- Cansu Tanrıkulu
- Defne Şahin
- Durul Gence
- Emin Fındıkoğlu
- Fatih Erkoç
- Fatima Spar
- Fuat Tuaç
- Hazar
- İlhan Erşahin
- İlhan Mimaroğlu
- Kâmil Erdem
- Kerem Görsev
- Maffy Falay
- Meriç Yurdatapan
- Nilüfer Verdi
- Oğuz Büyükberber
- Okan Ersan
- Okay Temiz
- Ömür Göksel
- Önder Focan
- Özay Fecht
- Özlem Bulut
- Sabri Tuluğ Tırpan
- Sibel Köse
- Timuçin Şahin
- Tolga Tüzün
- Tuna Ötenel

### Alternative
- Birsen Tezer
- Can Kazaz
- Can Ozan
- Cem Adrian
- Emir Can İğrek
- Hande Mehan
- İkiye On Kala
- Jehan Barbur
- Kahraman Deniz
- Karsu
- Nilipek.
- Nova Norda
- Perdenin Ardındakiler
- Sedef Sebüktekin
- Sena Şener

### Metal
- Almora
- Anlipnes
- Carnophage
- Cenotaph
- Depressive Mode
- Illusions Play
- Mezarkabul (bzw. Pentragram)
- Moribund Oblivion
- Sencezium
- Womb of Decay
- Xoresth

## Traditionelle Musikrichtungen

### Türkische Volksmusik(Türk Halk Müziği)
- Abdullah Papur
- Adil Arslan
- Ahmet Aslan
- Ahmet Şafak
- Ahmet Selçuk İlkan
- Ali Ekber Çiçek
- Ali Kınık
- Ali Nurşani
- Ankaralı Namık
- Apolas Lermi
- Arif Sağ
- Arzu Şahin
- Aşık Gülabi
- Aşık Reyhani
- Âşık Veysel
- Aynur Doğan
- Baba Zula
- Belkıs Akkale
- Berrin Sulari
- Beşköylü Adem
- Brenna MacCrimmon
- Bülent Serttaş
- Burhan Çaçan
- Çalışgan & Heuser
- Cengiz Özkan
- Ceylan Avcı
- Coşkun Sabah
- Davut Güloğlu
- Davut Suları
- Dertli Divani
- Deste Günaydın
- Dilber Ay
- Dilber Doğan
- Edibe Sulari
- Ekin Uzunlar
- Elektro Hafız
- Engin Nurşani
- Erdal Erzincan
- Erdoğan Emir
- Ezginin Günlüğü
- Ferhat Güneyli
- Ferhat Tunç
- Fuat Saka
- Gökhan Doğanay
- Gülay
- Gülcihan Koç
- Güler Duman
- Gülşen Altun
- Hasan Yükselir
- Hasret Gültekin
- Ilyas Salman
- İmera
- İncesaz
- İntizar
- İsmail Türüt
- Kâzım Koyuncu
- Kemal Dinç
- Kıvırcık Ali
- Kubat
- Leman Sam
- Madam Anahit
- Mahzuni Şerif
- Metin Türköz
- Meşk
- Mercan Erzincan
- Mikail Aslan
- Muhlis Akarsu
- Musa Eroğlu
- Mustafa Topaloğlu
- Mustafa Yıldızdoğan
- Necla Saygılı
- Neşet Ertaş
- Nesimi Çimen
- Nesrin Ulusu
- Nevzat Akpınar
- Nihat Doğan
- Nuray Hafiftaş
- Nurettin Rençber
- Oğuz Yılmaz
- Okan Murat Öztürk
- Orhan Temur
- Ozan Arif
- Özay Gönlüm
- Özdemir Erdoğan
- Özlem Özdil
- Resul Dindar
- Rojîn Ülker
- Sabahat Akkiraz
- Şahin Kendirci
- Selahattin Akarsu
- Selda Bağcan
- Servet Kocakaya
- Seval Yavuz
- Sevcan Orhan
- Şevval Sam
- Songül Karlı
- Suavi
- Sümer Ezgü
- Sümeyra
- Talip Özkan
- Tolga Çandar
- Tuncay Akdoğan
- Volkan Konak
- Vural Güler
- Yavuz Bingöl
- Yeni Türkü
- Yüksel Özkasap
- Yurtseven Kardeşler
- Yusuf Harputlu
- Zara

### Klassische türkische Musik(Türk Sanat Müziği)undFantezi
- Adnan Şenses
- Ahmet Özhan
- Ayta Sözeri
- Bülent Ersoy
- Emel Sayın
- Fedon Kalyoncu
- Ferdi Özbeğen
- Hamiyet Yüceses
- Hüner Coşkuner
- Kâmuran Akkor
- Muazzez Abacı
- Muazzez Ersoy
- Müzeyyen Senar
- Safiye Ayla
- Selami Şahin
- Sema Moritz
- Seyyan Hanım
- Zeki Müren

### Oper
- Çiğdem Soyarslan
- Dilara Baştar
- Evelyn Baghcheban
- Ilker Arcayürek
- Jaklin Çarkçı
- Leyla Gencer
- Saadet İkesus Altan
- Selcuk Cara
- Sera Gösch
- Tansel Akzeybek

### Geistliche Musik(Mevlevi müziği ve ilahiler)
- Ahmet Özhan
- Kani Karaca
- Kudsi Ergüner
- Muzaffer Ozak
- Necdet Yaşar
- Pera Ensemble
- Sami Özer

### Musik der Roma(Roman, Oyun havası)
- Akatay Project
- Ciguli
- Hasan Gırnatacı
- Hüsnü Şenlendirici
- Kumpanya İstanbul
- Laço Tayfa
- Mustafa Kandıralı
- Selim Sesler
- Somalı Mustafa Çalar
- Tarık Mengüç
- Yaşar Gümüş

## Instrumentalmusik

### Pianisten
- Betin Güneş
- Burak Çebi
- Emre Elivar
- Emre Yavuz
- Ergican Saydam
- Fazıl Say
- Ferhan & Ferzan Önder
- Güher und Süher Pekinel
- Gülsin Onay
- İdil Biret
- Lara Melda
- Mithat Fenmen
- Seda Röder
- Sinem Altan
- Tayfun Erdem
- Timur Selçuk
- Tolga Tüzün

### Violinisten/Cellisten
- Ayla Erduran
- Baki Kemancı
- Benyamin Sönmez
- Hande Özyürek
- Tahsin İncirci

### Perkussionisten
- Gürkan Özkan
- Murat Coşkun
- Sjahin During

### Oud/Kemençe/Gitarreund weitere
- Ahmet Bektas
- Bilal Göregen
- Derya Türkan
- Gülçin Yahya Kaçar
- İhsan Turnagöl
- Mehmet Cemal Yeşilçay
- Ömer Faruk Tekbilek
- Yurdal Tokcan

## Komponisten
- Ahmed Adnan Saygun
- Can Erdoğan-Sus
- Cemal Reşit Rey
- Edgar Manas
- Emre Aracı
- Ergüder Yoldaş
- Ertuğrul Oğuz Fırat
- Fazıl Say
- Ferid Alnar
- Ferit Tüzün
- Fırat Yükselir
- İlhan Usmanbaş
- Leylâ Saz
- Necil Kâzım Akses
- Necip Gülses
- Nevit Kodallı
- Osman Zeki Üngör
- Perihan Önder
- Pınar Toprak
- Selman Ada
- Tahsin İncirci
- Tolga Kashif
- Tolga Tüzün
- Ulvi Cemal Erkin
- Zeynep Gedizlioğlu